# 桑廷良
桑廷良（1941年—），大连人，是前中国国家足球队守门员，退役后成为教练，在许多地方队和国家队、国奥队都曾担任过重要职务，不过从未出任过任何球队的主教练。
桑廷良19岁时就入选国家队，1970年退役。之后担任过北京、上海、陕西等很多球队的教练，并在徐根宝的第一届国奥队中担任教练。1993年底，徐根宝出任上海申花主教练，桑廷良又成为申花的教练。1998年以后，他多次被上调到国家队担任守门员教练。2006年，他又远赴西安协助前申花队长成耀东，担任西安浐灞（现陕西中新）的助理教练。